# Brak naslijepo
Brak naslijepo (engleski: Love Is Blind) je američka televizijska reality emisija koja se prikazuje na Netflixu. Emisija je koncipirana kao društveni eksperiment u kojem slobodni muškarci i žene traže ljubavne partnere i zaručuju se prije nego što se osobno upoznaju.
Emisija je s prikazivanjem započela 13. veljače 2020. Do sada se prikazalo šest sezona.

## Format
Brak naslijepo je društveni eksperiment u kojoj skupina sudionika iz različitih zemalja pokušava pronaći pravu ljubav, a da se prije toga ne vide. Sudionici su kandidati koji smatraju kako je ljudima važno samo kako izgledaju izvana, pa je tako cilj emisije pokazati da je ljubav i privlačnost puno više od samog izgleda. Tijekom emisije odlaze na spojeve i pokušavaju se povezati, a da se pritom ne vide.
Prvih deset dana eksperimenta, muškarci i žene se upoznaju na posebnom mjestu s malim kabinama gdje se ne mogu vidjeti. Počinju s osnovnim razgovorima i na kraju dijele svoje dublje misli i osjećaje. Nakon brzog upoznavanja mnogih ljudi, neki parovi uspostavljaju veze, a može se dogoditi i nekoliko ljubavnih trokuta. Naposljetku, pravi parovi pronađu jedno drugo, a neki se i zaruče.

## Pregled emisije
| Sezona | Sezona | Epizode | Epizode | Originalno emitiranje | Originalno emitiranje |
| Sezona | Sezona | Epizode | Epizode | Premijera             | Finale                |
| ------ | ------ | ------- | ------- | --------------------- | --------------------- |
|        | 1.     | 14      | 14      | 13. veljače 2020.     | 28. srpnja 2021.      |
|        | 2.     | 14      | 14      | 1. veljače 2022.      | 16. rujna 2022.       |
|        | 3.     | 15      | 15      | 19. listopada 2022.   | 10. veljače 2023.     |
|        | 4.     | 16      | 16      | 14. ožujka 2023.      | 1. rujna 2023.        |
|        | 5.     | 11      | 11      | 22. rujna 2023.       | 15. listopada 2023.   |
|        | 6.     | 13      | 13      | 14. veljače 2024.     | 13. ožujka 2024.      |